# Gustavo Marmentini
Gustavo Marmentini dos Santos (Cascavel, 8 marzo 1994) è un calciatore brasiliano, centrocampista svincolato.

## Carriera
Ha giocato nella massima serie dei campionati indiano, armeno ed israeliano, e nella seconda divisione brasiliana.